# Palpares arcangelii
Palpares arcangelii is een insect uit de familie van de mierenleeuwen (Myrmeleontidae), die tot de orde netvleugeligen (Neuroptera) behoort. 
Palpares arcangelii is voor het eerst wetenschappelijk beschreven door Navás in 1932.